# Schwarz-Weiss Berno
Schwarz-Weiss Berno – szwajcarski klub szachowy z siedzibą w Bernie.

## Historia
Klub został założony w 1988 roku przez Roberta Spörriego i Markusa Klausera, byłego szachistę SK Zytglogge. Zespół występował w Nationallidze A w latach 2007–2008, 2013–2015 i 2024, najlepiej kończąc te rozgrywki na siódmym miejscu w latach 2013–2014. Zespół występował także w Bundeslidze. W latach 2011–2012 i 2014–2015 klub był czwarty, a w sezonie 2015/2016 zdobył wicemistrzostwo. Skład drużyny stanowili wówczas m.in. Rainer Buhmann, Sébastien Feller, Roland Schmaltz i Anthony Wirig. W 2017 roku klub spadł z Bundesligi.